# جبل بلق
جبل بلق ..يقع في عزلة يامن، بمحافظة ريمة مديرية كسمة بلغ ارتفاع طولة بحوالي 2000مترا ويشرف على وادي ضحيان، وموقع هذا الجبل موقع استراتيجي هام بالنسبة للمنطقة، وصخوره مصقولة ولا يمكن الوصول إلى قمته إلا عبر طريق واحد فقط منحوت في الصخر, لأن المنطقة شديدة الانحدار وهو الأمر الذي وفر حماية طبيعية للجبل، وفي قمته توجد بقايا خرائب قلعة حربية ولكنها تتميز بازدحامها وبتقارب مبانيها من بعضها، كما توجد فيها صهاريج المياه، ومدافن الحبوب كغيرها من قلاع المنطقة.
وكل قلعة أقيمت على جبل من جبال المديرية أدت طبوغرافية قمة الجبل دوراً هاماً في تشكيل أسوارها وتوزيع مبانيها ومنشآتها الدفاعية وأماكن حفر صهاريج المياه، ومدافن الحبوب، ويكفي أن نعرف أن القلعة الحربية في ريمة تميزت كغيرها من القلاع والحصون الحربية في اليمن أهمها موقعها في منطقة مرتفعة بحيث تشرف على أكبر مساحة من الأراضي، هذا من جانب، أما من الجانب الآخر وهو تحصينها حيث تتميز بوجود أسوار محيطة بالقلعة غالباً ما يكون لها باب واحد محاط ببرجين دفاعيين، وبقية السور تنتشر عليه أبراج دفاعية مرتفعة يشرف كل واحد منها على أراض شاسعة، كما تنتشر بداخل القلعة المباني، بحيث تتسع لأكبر كمية ممكنة من الغلال، وتكون عادة صهاريج المياه ومدافن الغلال ذات جدران مكسية بمادة القضاض تمنع تسرب المياه من صهاريج المياه أو إلى مدافن الغلال.

## روابط خارجية
صحيفة الجمهورية نت ريمة لوحة بانورامية فائقة الجمال